# Phocyx australis
Genre
Espèce
Phocyx australis, unique représentant du genre Phocyx, est une espèce d'opilions laniatores de la famille des Buemarinoidae.

## Distribution
Cette espèce est endémique de Nouvelle-Galles du Sud en Australie.

## Systématique et taxinomie
Cette espèce a été décrite par Porto, Monod et Pérez-González en 2024.
Ce genre a été décrit par Porto, Monod et Pérez-González en 2024 dans les Buemarinoidae.

## Publication originale
- Porto, Monod & Pérez-González, 2024 : « Uncovering the worldwide footprint of an ancient relictual lineage of harvestmen: new genus and species of Buemarinoidae from Australia (Opiliones: Laniatores: Triaenonychoidea). » Zoological Journal of the Linnean Society, p. 1–11.